# Huerzelerimys turoliensis
Huerzelerimys turoliensis is een fossiel knaagdier uit het geslacht Huerzelerimys dat gevonden is in afzettingen uit het Mioceen van Spanje. Het is de laatste soort van Huerzelerimys; hij stamt af van H. vireti. Deze soort is oorspronkelijk beschreven als een soort van Valerymys, een synoniem van Castillomys. Enkele Spaanse populaties die eerder tot deze soort zijn gerekend, horen in feite bij Karnimata inflata.
Huerzelerimys minor · Huerzelerimys oreopitheci · Huerzelerimys turoliensis · Huerzelerimys vireti